# Сочица
Сочица је насеље у Србији у граду Вршац у Јужнобанатском округу. Према попису из 2022. било је 112 становника.

## Историја
Назив места Сочице, Салокфалва (Szälokfalva) 1421. године Сочица, 1690. године Солчица, 1779. године Temes-Szölös 1911. године Сочица, 1919. године Салоквалва у де Јанковом била је у поседу од 1690. до 1700. године.
Касније, кроз дуги низ година, ништа се не зна о овоме месту. На карти Баната из 1723-1725. Сочица (Schozischa) је насеље. исто тако и на карти из 1761. Али зато у црквеним конскрипцијама из 1713, и политичко-админстративним из 1717, не помиње Сочица.
Солчици било је 60 дома 1749, а 1751. године 64 дома. Године 1779. припојена је Сочица вршачком диктриту (срез, област) Темишварског комитета. По аустријском царском ревизору Ерлеру, било је то 1774. године. Становништво у месту је било претежно влашко. Године 1779. била је прописана контрибуција 476 fl. 47 kr., која је повишена на 885 fl.1kr.
Године 1832. откупили су насеље од коморе браћа Цицко (Czicco). тада је пописано 842 становника. У атару је било 34 целих поданичких сесија.
Спахије Цинцари, Андрија Жико и Димитрије К. Жико (или Џико!), оба от Солчице се јављају 1837-1841. године у Пешти као претплатници српске књиге о мађарском праву.
Црква је из средине 19. века. Године 1854. пописано је 845 становника; повришина катастралне општине имала је 3109 ланаца,(1. ланац је 56 ари.)а бивши алодијални посед 1207 ланаца.1865. било је 155 малопоседника и 2 великопоседника. Општински атар обухватао је 3146 ланаца. Године 1865. било је 108 ланаца винограда, а 1884. већ 498 ланаца. Цео тај комплекс винограда уништен је 1886. од филоксере.
Бројно кретање становништва у последњим деценијама:
- 1869.:1026 становника,
- 1880.:935,
- 1890.:854,
- 1900.:875,
- 1910.:925.

За време преврата (1918) сељаци су опљачкали дворац барона Мајтењиа. У новембру 1918. ушла је војска у Сочицу, која је припојена тороталско-тамишкој жупанији. 31 јануара 1921. пописано је 798 становника, од којих је било Срба 6, Чеха и Словака 5, Румуна 772, Немаца 9, Мађара 6.
Овде се налази Дворац Барона Јовановића.

## Демографија
У насељу Сочица живи 142 пунолетна становника, а просечна старост становништва износи 47,9 година (42,2 код мушкараца и 53,2 код жена). У насељу има 68 домаћинстава, а просечан број чланова по домаћинству је 2,50.
Ово насеље је великим делом насељено Румунима (према попису из 2002. године), а у последња три пописа, примећен је пад у броју становника.
|  |

| Демографија | Демографија | Демографија |
| Година      | Становника  | Становника  |
| ----------- | ----------- | ----------- |
| 1948.       | 654         |             |
| 1953.       | 618         |             |
| 1961.       | 595         |             |
| 1971.       | 470         |             |
| 1981.       | 340         |             |
| 1991.       | 291         | 188         |
| 2002.       | 170         | 281         |

| Етнички састав према попису из 2002.‍ | Етнички састав према попису из 2002.‍ | Етнички састав према попису из 2002.‍ | Етнички састав према попису из 2002.‍ | Етнички састав према попису из 2002.‍ |
| ------------------------------------ | ------------------------------------ | ------------------------------------ | ------------------------------------ | ------------------------------------ |
|                                      |                                      |                                      |                                      |                                      |
| Румуни                               | Румуни                               |                                      | 159                                  | 93,52%                               |
| Срби                                 | Срби                                 |                                      | 4                                    | 2,35%                                |
| Југословени                          | Југословени                          |                                      | 3                                    | 1,76%                                |
| Немци                                | Немци                                |                                      | 1                                    | 0,58%                                |
| Мађари                               | Мађари                               |                                      | 1                                    | 0,58%                                |
| Македонци                            | Македонци                            |                                      | 1                                    | 0,58%                                |
| непознато                            | непознато                            |                                      | 0                                    | 0,0%                                 |

| Година пописа     | 1948. | 1953. | 1961. | 1971. | 1981. | 1991. | 2002. |
| ----------------- | ----- | ----- | ----- | ----- | ----- | ----- | ----- |
| Број домаћинстава | 152   | 150   | 139   | 118   | 91    | 82    | 68    |

| Број чланова      | 1  | 2  | 3 | 4 | 5 | 6 | 7 | 8 | 9 | 10 и више | Просек |
| ----------------- | -- | -- | - | - | - | - | - | - | - | --------- | ------ |
| Број домаћинстава | 24 | 21 | 8 | 5 | 3 | 5 | 1 | 1 | 0 | 0         | 2,50   |

| Пол    | Укупно | Неожењен/Неудата | Ожењен/Удата | Удовац/Удовица | Разведен/Разведена | Непознато |
| ------ | ------ | ---------------- | ------------ | -------------- | ------------------ | --------- |
| Мушки  | 66     | 14               | 41           | 10             | 1                  | 0         |
| Женски | 82     | 10               | 44           | 28             | 0                  | 0         |
| УКУПНО | 148    | 24               | 85           | 38             | 1                  | 0         |

| Пол    | Укупно                    | Пољопривреда, лов и шумарство | Рибарство                            | Вађење руде и камена | Прерађивачка индустрија       |
| ------ | ------------------------- | ----------------------------- | ------------------------------------ | -------------------- | ----------------------------- |
| Мушки  | 40                        | 38                            | 0                                    | 0                    | 0                             |
| Женски | 20                        | 19                            | 0                                    | 0                    | 0                             |
| УКУПНО | 60                        | 57                            | 0                                    | 0                    | 0                             |
| Пол    | Производња и снабдевање   | Грађевинарство                | Трговина                             | Хотели и ресторани   | Саобраћај, складиштење и везе |
| Мушки  | 0                         | 0                             | 1                                    | 0                    | 0                             |
| Женски | 0                         | 0                             | 1                                    | 0                    | 0                             |
| УКУПНО | 0                         | 0                             | 2                                    | 0                    | 0                             |
| Пол    | Финансијско посредовање   | Некретнине                    | Државна управа и одбрана             | Образовање           | Здравствени и социјални рад   |
| Мушки  | 0                         | 0                             | 0                                    | 1                    | 0                             |
| Женски | 0                         | 0                             | 0                                    | 0                    | 0                             |
| УКУПНО | 0                         | 0                             | 0                                    | 1                    | 0                             |
| Пол    | Остале услужне активности | Приватна домаћинства          | Екстериторијалне организације и тела | Непознато            | Непознато                     |
| Мушки  | 0                         | 0                             | 0                                    | 0                    | 0                             |
| Женски | 0                         | 0                             | 0                                    | 0                    | 0                             |
| УКУПНО | 0                         | 0                             | 0                                    | 0                    | 0                             |